# Carpiodes carpio
Carpiodes carpio és una espècie de peix de la família dels catostòmids i de l'ordre dels cipriniformes.

## Morfologia
- Els mascles poden assolir 64 cm de longitud total[2] i 4.590 g de pes.[3][4]

## Alimentació
Els adults mengen detritus orgànic.

## Depredadors
Als Estats Units és depredat per Pylodictis olivaris.

## Hàbitat
És un peix d'aigua dolça i de clima subtropical.

## Distribució geogràfica
Es troba a Nord-amèrica, incloent-hi Mèxic.